# Пляж Цуригасаки
Пляж Цуригасаки (яп. 釣ヶ崎海岸, англ. Tsurigasaki Surfing Beach) - расположен в посёлке Итиномии, префектуры Тиба, Япония.
Акватория пляжа была выбрана местом проведения соревнований по серфингу на Олимпийских играх 2020.

## Культурные мероприятия
На песчаном пляже стоят Тории, здесь каждый сентябрь проводится традиционный мацури (фестиваль) святилища Тамасаки, Kazusa Junisha Matsuri, иначе — фестиваль обнажённых.

## Спортивные мероприятия
- Первый чемпионат Японии по серфингу 2019 год
- Сёрфинг на Олимпийских играх 2020